# 김란아의 스윗뮤직
《김란아의 스윗뮤직》은 아나운서 김란아의 진행으로 경기방송에서 방송되고 있는 라디오 프로그램이다. 2013년 경기방송 대개편으로 첫 선을 보인 《주말 음악풍경》이 프로그램의 전신격이다. 현재 주중FM제작팀 소속 정지원 리포터의 진행으로 첫 선을 보인 뒤, 2014년에는 진행자 변경 없이 선곡 장르를 바꾸어 <정지원의 스윗팝스>로 편성되었다. 그 뒤, 2016년 4월 2일 주혜경 아나운서로 진행자가 변경되었다. 그러나 동년 5월 9일 시행된 '경기방송 봄철 개편'으로 주혜경 아나운서가 평일 오전 6시에 방송한 굿모닝 코리아 DJ로 발탁되면서 전지영 아나운서로 진행자가 변경되었다. 2017년 가을철 개편 이후로는, 쇼호스트 김란아로 DJ가 한차례 더 변경되었다.
"우리의 데이트, 제가 먼저 신청해도 될까요?" 김란아의 스윗뮤직은, 매 주말마다 생방송으로 진행되고 있다. 다채로운 코너와 청취자의 실시간 사연과 신청곡, 생생한 교통정보로 함께한다. 특히 27/57분 교통정보 이외에도 방송에서 30분마다 실시간 도로교통상황을 청취자들에게 제공함으로써, 청취자들의 나들이길을 책임진다.

## 역대 진행자
- 정지원 (경기방송 주중FM제작국 교통리포터)
- 주혜경 (경기방송 기획정보팀 아나운서)
- 전지영 (경기방송 편성제작부 제작1팀 아나운서)
- 김란아 (K쇼핑 쇼호스트, 경기방송 라디오 아나운서)

## 코너

### 매일 코너
- 달콤 사서함
- 사연과 신청곡

### 요일 코너
- 오후의 재발견, 주말에 어디가지? (토요일)
- 오후의 재발견, 오늘 뭐먹지? (일요일)

| KFM 경기방송                                                |                                                      |                                                            |
| 이전                                                        | 반승원의 매일 그대와 (주중) 김란아의 스윗뮤직 (주말) | 다음                                                       |
| 장벽진의 바운스 바운스 (주중) 김동혁의 골든박스 탑텐 (주말) | 반승원의 매일 그대와 (주중) 김란아의 스윗뮤직 (주말) | 시사999 (주중) 경기방송 저녁종합뉴스 (주말)                |
| 오후 2시 ~ 오후 4시                                         | 오후 4시 ~ 오후 6시 (주중)                           | 오후 6시 ~ 오후 8시 (주중) 오후 6시 ~ 오후 6시 30분 (주말) |
|                                                             |                                                      |                                                            |